# Armenia Airways
Armenia Airways es una aerolínea de Armenia cuyo aeropuerto principal es el Aeropuerto Internacional de Zvartnots de Ereván. Realizó su primer vuelo en junio de 2019, enlazando a Ereván con Teherán. Contaba con una flota de tres aviones en dicho mes.

También hace vuelos en Mexico entre Monterrey y varios ciudades por ejemplo callsign AMW262.

## Historia
El establecimiento de la aerolínea fue posible a causa de la decisión del gobierno armenio de liberalizar el mercado de transporte aéreo del país en 2013. Armenia Airways consiguió su certificado de operador aéreo en julio de 2018 y luego obtuvo sus primeros aviones, un BAe 146-300 y dos Airbus A310-300. Efectuó su vuelo inaugural el 15 de junio de 2019, despegando de su base de operaciones en Ereván y llegando a Teherán. Amernia Airways así se convirtió en la segunda aerolínea del país, su competidor siendo Armenia Aircompany.

## Destinos
La compañía da servicio a las siguientes ciudades a junio de 2019:
Armenia
- Ereván - Aeropuerto Internacional de Zvartnots

Irán
- Teherán - Aeropuerto Internacional Imán Jomeini

## Flota
A junio de 2020, la flota de Armenia Airways está compuesta por las siguientes aeronaves:
| Aeronave    | En servicio | Órdenes | Pasajeros | Pasajeros | Pasajeros | Notas                  |
| Aeronave    | En servicio | Órdenes | Y         | P         | Total     | Notas                  |
| ----------- | ----------- | ------- | --------- | --------- | --------- | ---------------------- |
| BAe 146-300 | 1           | —       | 112       | -         | 112       | Arrendado de Aviro Air |
| Total       | 1           | —       |           |           |           |                        |

La flota de la aerolínea posee a junio de 2020 una edad media de 28.8 años.